# 28 juin 1957
Le vendredi 28 juin 1957 est le 179e jour de l'année 1957.

## Naissances
- Ainsley Harriott, chef cuisinier anglais, présentateur de télévision et artiste
- Bea Fiedler, actrice allemande
- Gueorgui Parvanov, personnalité politique bulgare
- Guido Swinnen, joueur de football belge
- Jim Spanarkel, joueur de basket-ball américain
- Lance Nethery, hockeyeur sur glace canadien
- Marie-Noëlle Gibelli, femme politique monégasque
- Mike Skinner, pilote américain de NASCAR

## Décès
- Ede Poldini (né le 13 juin 1869), compositeur hongrois
- Franz Mattenklott (né le 19 novembre 1884), général allemand

## Événements
- L’URSS annonce le premier lancement réussi d’une fusée intercontinentale.
- Création[1] de la Royal Air Maroc après la dénomination de la Compagnie Chérifienne de Transport Aérien.

## Référence
1. ↑  « Histoire - Royal Air Maroc », sur www.royalairmaroc.com (consulté le 16 avril 2022)